# Wojciech Kalinowski

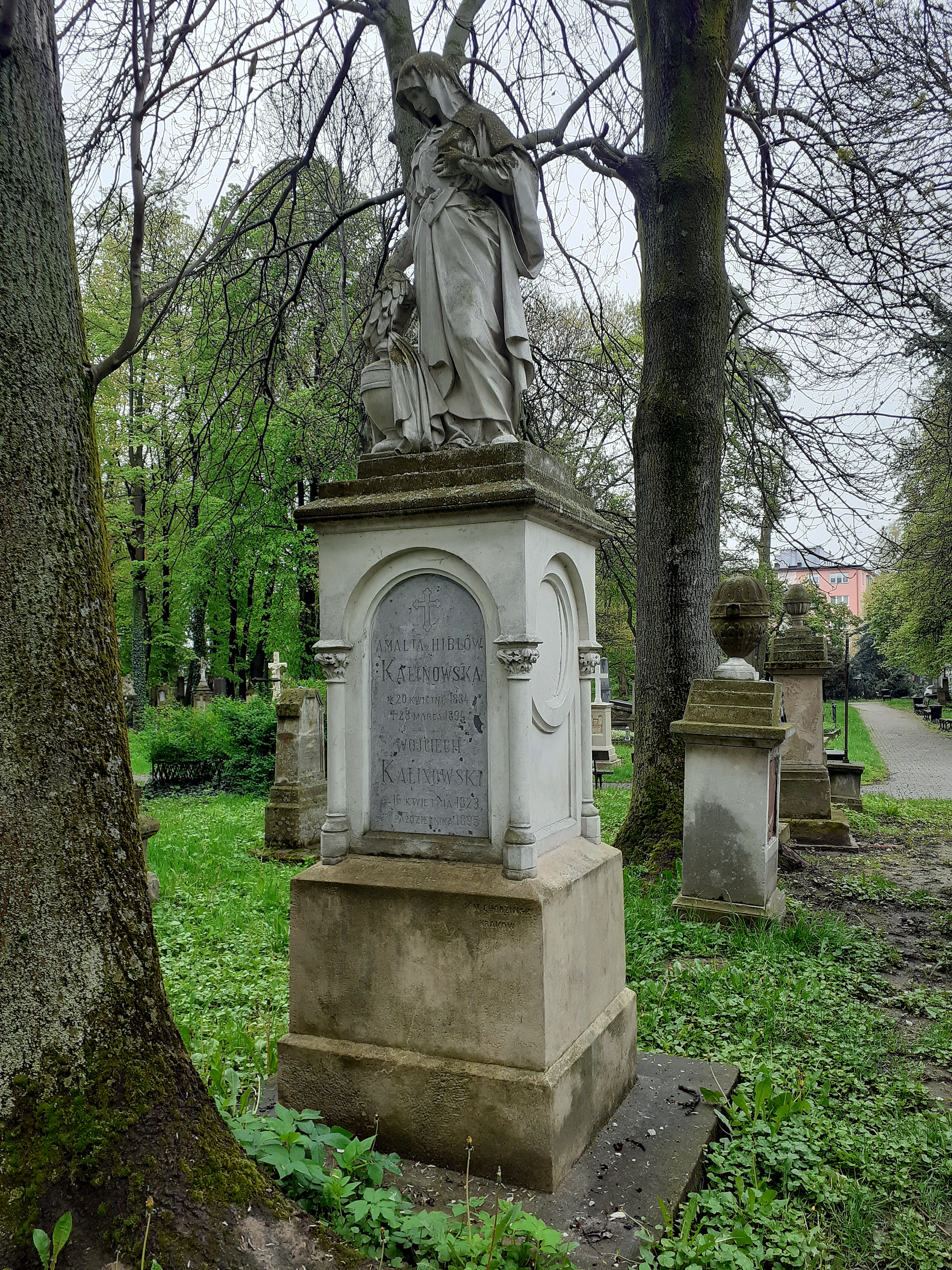
Pomnik nagrobny Amalii i Wojciecha Kalinowskich

Wojciech Kalinowski (ur. 16 kwietnia 1823, zm. 7 października 1895) – aptekarz, długoletni radny, burmistrz Rzeszowa. 

## Życiorys
Syn Jana i Marii Łyszkowskiej. Uczył się w Rzeszowie, na studia wyjechał do Wiednia, gdzie w 1849 uzyskał tytuł magistra farmacji. Ożenił się z Amelią Hibl pięć lat później. Po śmierci jej ojca małżeństwo odziedziczyło aptekę. W 1857 został jako pierwszy Polak powołany przez rząd na urząd burmistrza, jednak w pierwszych samorządowych wyborach został wybrany do Rady Miasta. Faktycznym burmistrzem, naczelnikiem miasta, został dopiero w 1882. Za jego kadencji sfinalizowano wiele inwestycji, takich jak budowa nowych koszar i szpitala. W lutym 1887 roku zrezygnował z urzędu ze względu na zły stan zdrowia, rozpoczęte zadania przekazał pod nadzór Wiktorowi Zbyszewskiemu. Był też członkiem Stowarzyszenia Czerwonego Krzyża, Kasy Oszczędnościowej, Rady Powiatowej, Wydziału Rady Powiatowej. 
Został pochowany na Starym Cmentarzu w Rzeszowie.